# 니시노토인 도키코
니시노도인 도키코(일본어: 西洞院 時子, ? - 1661년 8월 21일 (간분 원년 7월 27일))는 고요제이 천황의 나이시노조이다. 아버지는 참의인 니시노토인 도키요시이다. 통칭 신나이시(新内侍), 타이라노나이시(平内侍), 가데노코지노쓰보네(勘解由小路局)이다. 다이라노 도키코(平時子)로 불리기도 한다.

## 생애
참의인 니시노토인 도키요시의 딸로 태어났다. 1600년 (게이초 5년)에 고요제이 천황의 시중을 들며, 신나이시라고 칭한 후, 타이라노나이시로 개칭했다. 천황과의 사이에서는 1609년 (게이초 14년)에 에이스 여왕(永崇女王), 1610년 (게이초 15년)에 황자 고운인(高雲院)을 낳았다.
1661년 8월 21일 (간분 원년 7월 27일)에 사망했다.